# Telicota brachydesma
The Small Darter (Telicota brachydesma) là một loài bướm ngày thuộc họ Bướm nhảy. Loài này có ở Úc (đông bắc bờ biển của Queensland), the Aru Islands, Irian Jaya và Papua New Guinea.
Sải cánh dài khoảng 25 mm.
Ấu trùng ăn Leptaspis banksii.